# Huskvarna station
För den tidigare järnvägsstationen Huskvarna Stad på Gripenbergsbanan, se Huskvarna Stad (station)

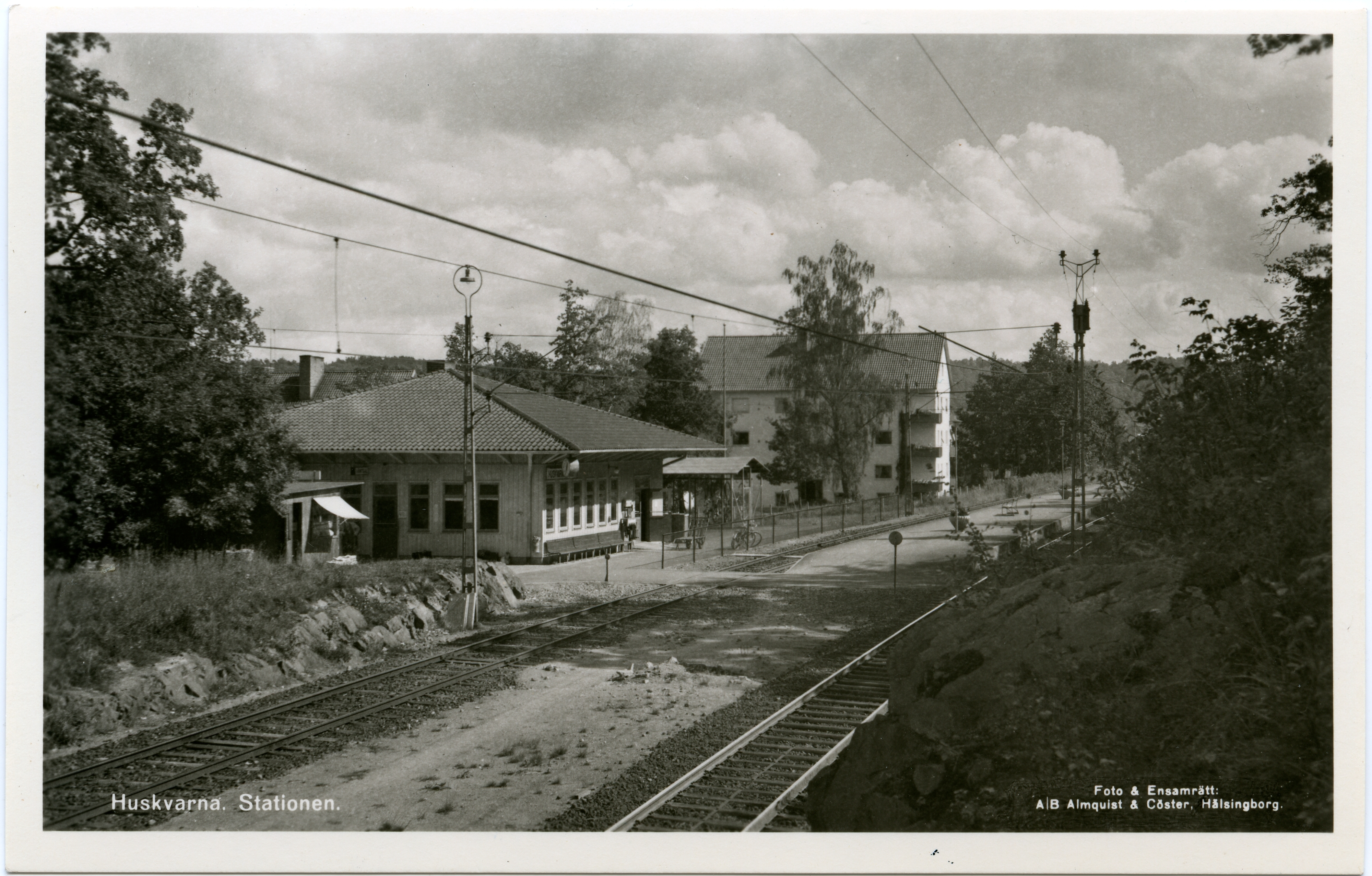
Huskvarna station på 1940-talet

Huskvarna station är en station på Jönköpingsbanan i Huskvarna och används av länstågen. Stationen öppnades 1944 som ersättning för en tidigare hållplats Huskvarna södra (Yxenhaga) som låg 600 meter närmare Nässjö öppnad 1910. Persontrafiken upphörde 1975 och återupptogs av länstrafiken 1994. Det fanns två äldre stationer med namnet Huskvarna på två sidobanor till Jönköping–Gripenbergs Järnväg som lades ner 1935.
Huskvarna stationshus från 1944 ritades av Hammarströms Arkitektkontor.

## Stationshuset
Stationshuset uppfördes under 1940-talet, och invigdes 1 september 1944.
Under 2010-talet fördes en diskussion om att eventuellt riva byggnaden. Trafikverket, som ansvarar för underhållet, ansökte om rivning, medan instanser som Jönköpings kommun, Jönköpings läns museum och Svenska byggnadsvårdsföreningen har verkat för att byggnaden bevaras. De sistnämnda menar att stationshuset är uppfört i en säregen funkisstil som är värd att bevara. Länsstyrelsen å sin sida menar att det kvadratiska planet på stationshuset tillsammans med dess stora takutsprång och flacka pyramidtak ger byggnaden ett karakteristiskt utseende. Byggnadens fönstersättning är oförändrad sedan byggnaden tillkom, och så är även byggnadsformen. Fasaden är klädd med locklistpanel och taket täckt av rött tegel.